# Angaragatti, Byadgi
Angaragatti là một làng thuộc tehsil Byadgi, huyện Haveri, bang Karnataka, Ấn Độ.